# Deutsche Front
Die Deutsche Front (DF) war eine nationale Massenbewegung im Saargebiet, die aus der Deutschnationalen Volkspartei (DNVP), der Zentrumspartei des Saargebietes, der Deutsch-Saarländischen Volkspartei (DSVP), der Wirtschaftspartei (WP) und der Nationalsozialistischen Deutschen Arbeiterpartei (NSDAP) des Saarlandes hervorging. Die Deutsche Front wurde für den Abstimmungskampf um die Saarabstimmung gegründet und sollte das bürgerliche und nationale Lager bündeln. Nach dem Anschluss des Saargebiets an das Deutsche Reich ging die Deutsche Front in der NSDAP-Saar auf.

## Geschichte

### Ausgangslage

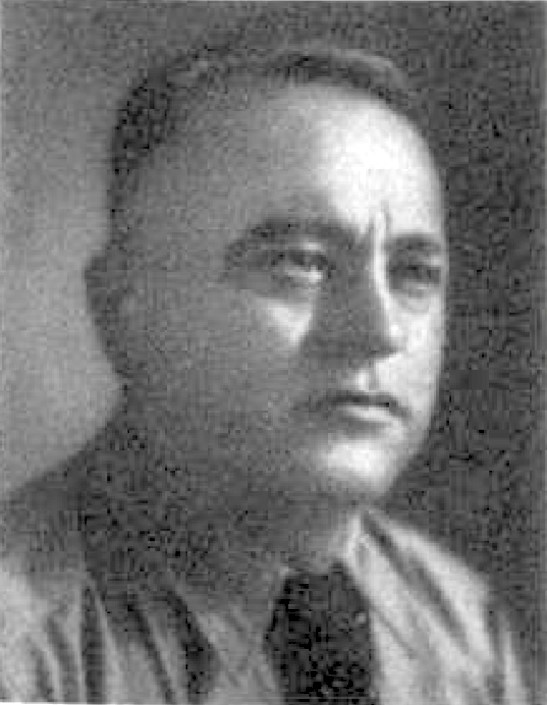
Josef Bürckel

Die NSDAP im Saargebiet konnte in den Jahren 1929 bis 1933 zwar einige Erfolge verbuchen, blieb jedoch „eine Partei mit geringer Resonanz“. Sie verfügte 1933 über etwa 25.000 Mitglieder und ein Wählerpotential von 30.000. Als im Frühjahr 1933 im Deutschen Reich Adolf Hitler an die Macht kam, war die Saarabstimmung, bei der es um den Anschluss des Saargebiets entweder an Frankreich oder Deutschland oder die Beibeihaltung des Status quo ging, noch zwei Jahre entfernt. Da Hitler Vorbehalte gegen die politisch unerfahrene NSDAP-Führung hatte, ernannte er Josef Bürckel zum Gauleiter, ohne dabei jedoch den amtierenden Gauleiter Karl Brück seines Amtes zu entheben. Bürckel löste daraufhin den Gau Saar auf und unterstellte die NSDAP seiner Gauleitung mit Zentrale in Neustadt an der Weinstraße. Brück versuchte diese Entwicklung aufzuhalten, indem er sich an Robert Ley, den Stellvertreter Hitlers, und anschließend an Hitler selbst wandte, wurde jedoch aller Posten enthoben und wechselte in das Reichsorganisationsamt der NSDAP. Die Regierungskommission des Saargebietes verabschiedete kurz darauf ein Gesetz, das die Parteien an der Saar zur rechtlichen Eigenständigkeit gegenüber dem Deutschen Reich verpflichtete. Bürckel konnte deshalb nicht Gauleiter bleiben. Stattdessen wurde Alois Spaniol als Gauleiter eingesetzt, der als Strohmann von Bürckel agieren sollte.

### Gründung der Deutschen Front

Jakob Pirro

Der Plan zur Bildung einer nationalen Massenbewegung, die überparteilich auftreten sollte, wurde zum ersten Mal Anfang 1933 schriftlich fixiert. Es war vorrangig die Idee von Carl Kuhlmann, späterer Saarreferent im Propagandaministerium, Karl Barth, persönlicher Referent von Bürckel, und Heinrich Schneider, Saarreferent im Preußischen Innenministerium. Vorverhandlungen gingen vom DSVP-Mitglied Hermann Röchling aus, der sich in einem Schreiben an Adolf Hitler wandte und um die Gründung einer Art nationaler Einheitsfront bat. Am 15. Mai 1933 fand ein Treffen zwischen ihm und Hitler in der Reichskanzlei statt, in dem die wichtigsten Punkte besprochen wurden. Zwei Monate später, am 15. Juli, wurde schließlich bekanntgegeben, dass sich Zentrum, DSVP, DNVP, Wirtschaftspartei und die NSDAP-Saar zusammenschließen wollen. Die Deutsche Front wurde unter die Leitung von Alois Spaniol gestellt. In der ersten Deutschen Front waren alle Parteien selbstständig organisiert, was Bürckels Plänen widersprach. Erst Ende September und Anfang Oktober lösten sich schließlich alle bürgerlichen Parteien, außer der NSDAP auf.
Spaniol ging auf Konfrontation mit Bürckel, da er die NSDAP weiter als Partei an der Spitze der DF haben wollte. Bürckels Plan sah aber vor, die NSDAP aus der Kritik zu nehmen und Schichten zu erreichen, die vom Straßenkampf der NSDAP und besonders der SA abgeschreckt waren. Als Spaniol schließlich in einer schwedischen Zeitung ein Interview gab, in dem er Hitler mit dem Messias verglich, konnte Bürckel dessen Position schwächen und ihn schließlich aus seinem Amt drängen. Die NSDAP-Saar wurde schließlich am 26. Februar 1934 aufgelöst und Jakob Pirro, ein Vertrauter von Bürckel, wurde als neuer Leiter der Deutschen Front eingesetzt. Jedoch waren nicht alle früheren NSDAPler mit der Entwicklung einverstanden. Am 2. März 1934 erklärte schließlich Rudolf Heß in einer Bekanntmachung, dass für eine spätere Übernahme in die NSDAP nicht die NSDAP-Mitgliedschaft vor 1934 maßgeblich sei, sondern die Befolgung der Anweisung des Landesleiters der DF.
Zwar wurde durch die Einrichtung der Deutschen Front die Position der NSDAP etwas geschwächt, doch waren alle wichtigen Positionen von Nationalsozialisten besetzt und der Einfluss anderer Politiker nur marginal.

### Abstimmungskampf und Saarabstimmung
Am 18. Juli 1934 wurde Bürckel offiziell von Joseph Goebbels beauftragt, die Propaganda für die Saarabstimmung durchzuführen. Bürckel war fast alleine dafür zuständig, lediglich das Auswärtige Amt und der Saarreferent waren beratend tätig. Zur Finanzierung der Propaganda wurden Zuschüsse in Millionenhöhe aus dem Reich verwendet, die von den verschiedenen Ministerien, dem Winterhilfswerk und aus der Deutschen Arbeitsfront stammten. Daneben gab es Mitgliedereinnahmen und Spendengelder. Weitere Finanzierungsmittel waren Zeitungen, Gedenkmünzen und -briefmarken.
Es gelang der Deutschen Front vor der Saarabstimmung ein fast lückenloses System von geheimdienstlichen Aktivitäten und rechtem Terror im Saargebiet zu etablieren. Dies erinnerte zum Teil an die Gleichschaltung in Nazi-Deutschland, insbesondere da die Regierungskommission des Saargebietes hilflos erschien. Die DF konnte ein eigenes System von Polizei und Beamten in hohen Positionen im Saargebiet installieren. Deutschnationale Gewalttaten wurden zum Teil durch die Exekutivorgane, aber auch durch die Gerichte gedeckt.
Allerdings versuchte die DF nach außen ein ruhiges Bild auszustrahlen. Um dies zu gewährleisten, wurden nicht nur die Presseorgane der DF, vor allem aber das Medium Rundfunk, genutzt, um einen gewaltlosen Widerstand gegen den Anschluss an Frankreich an die nicht-politisierte Bevölkerung zu vermitteln. Auch das Deutsche Reich tat sein Übriges hinzu und verzichtete 40 km vor der Grenze auf alle Arten von Aufmärschen und Kundgebungen. Mitgliedern der SA und der Schutzstaffel war die Einreise in das Saargebiet ab dem 1. Dezember 1934 verboten. Auch Gerüchte über die Einrichtung eines Konzentrationslagers in Neunkirchen (Saar) wurden relativ schnell dementiert.
Die Deutsche Front setzte vor allem auf kulturelle Propaganda, die Heimatverbundenheit mit nationaler Gesinnung vermischte. Propagandistisch vollzog die DF Aktionen des gesamten nationalsozialistischen Propagandaapparats nach Joseph Goebbels. Großkundgebungen, Plakate und Massenaufmärsche gehörten zum Inventar. Herausgegeben wurden Parolen wie „Deutsch ist die Saar, immerdar!“ und „Heim ins Reich!“. Auch das patriotische Saarlandlied von Hanns Maria Lux erfuhr vermehrt Aufmerksamkeit.

### Nach dem Anschluss an das Deutsche Reich
Bereits im Geheimen hatte die DF ein lückenloses Gleichschaltungssystem nach dem Vorbild des Dritten Reiches installiert, das nun die offizielle Gleichschaltungspolitik unmittelbar einsetzen lassen konnte. Die Deutsche Front ging in der NSDAP auf und Josef Bürckel wurde nun auch offiziell Gauleiter des Saarlandes.

## Organisation
Das Organisationsschema der Deutschen Front war nach demselben Prinzip aufgebaut wie das der reichsdeutschen NSDAP und streng hierarchisch gegliedert:
Landesleitung (Landesleiter)
Kreis (Kreisleiter)
Ortsgruppe (Ortsgruppenleiter)
Zelle (Zellenwart)
Block (Blockwart)
Die unteren Ebenen wurden vor allem mit Nichtnationalsozialisten besetzt, die dadurch ein Gefühl echter Mitbestimmung erfuhren, faktisch aber nur in eng gesteckten Grenzen agieren konnten. Sie waren vor allem für die Propaganda und die Kulturarbeit verantwortlich.

### Blockwartsystem
Eine Zelle sollte maximal fünf Blocks umfassen. Die jeweiligen Blockwarte waren für etwa 20 Wähler verantwortlich. Wie die Organisationsdichte tatsächlich war, lässt sich heute nicht mehr nachvollziehen. Nach offiziellen Angaben verfügte die DF über 40.000 „Amtswalter“. Die Blockwarte hatten zwei Aufgaben: sie waren „Hörrohr“ und „Sprachrohr“. Das Hörrohr umfasste Spitzeldienste, während das Sprachrohr als aktive Propaganda verstanden wurde. Letzteres umfasste auch Drohung, Erpressung und Abwerbung. Im Prinzip stellte das Blockwartsystem eine Art Hilfspolizeisystem für die Partei dar.

### Arbeitsgemeinschaft kultureller Vereine
Die Deutsche Front vereinte bürgerlich-nationale Vereine in einer sogenannten „Arbeitsgemeinschaft kultureller Vereine“. Diese dienten als Mobilisierungsfaktor für Kundgebungen und andere Propaganda. Die vorher eigenständigen Vereine fanden sich nun in einer großen, straff organisierten Gemeinschaft zusammen.

### Ordnungsdienst
Der Ordnungsdienst (OD) war die Kampftruppe der Deutschen Front, die nach dem Vorbild der Sturmabteilung gebildet wurde. Diese übernahmen zum Teil Funktionen der Polizei und ging auch mit Gewalt gegen Antifaschisten und Kommunisten vor. Innerhalb der Partei überwachte der OD auch die eigenen Mitglieder. Der OD war in kleineren Gruppen à 10 Mann organisiert, die von einem Ordnungsmann geleitet wurden. Das System war flächendeckend im Saargebiet eingesetzt und belief sich auf etwa 10.000 Einheiten, darunter 1.500 weibliche Mitglieder. Neben den Straßentruppen gab es auch noch einen motorisierten OD, der vom Deutschen Automobilclub (DAC) gestellt wurde.

### Weitere Organisationsfaktoren
- die Ehrengerichte waren eine Art inoffizielle Gerichtsbarkeit innerhalb der Partei[13]
- die von der NSDAP bekannte Gestapo war ebenfalls konspirativ im Saargebiet tätig[14]
- verbreitet waren außerdem V-Männer und Denunzianten[14]

## Bekannte Mitglieder

### Leiter der Deutschen Front
- 15. Juli 1933 bis 26. Februar 1934: Alois Spaniol
- 26. Februar 1934 bis zur Auflösung: Jakob Pirro

### Weitere ehemalige Mitglieder
- Hans Bongard (1880–1946), Saarbrücker Stadtschulrat
- Heinrich Draeger (1907–1991), späterer CDU-Politiker
- Erwin Müller (1906–1968), ehemaliges Zentrumsmitglied, später CVP-, SVP- und CDU-Politiker
- Wilhelm Kratz (1905–1986), späterer CDU-Politiker
- Heinrich Nietmann (1901–1961), bei der Landesleitung der DF, später Reichstags-Mitglied
- Karl Riplinger (1904–??), Ortsgruppenführer der DF, später CDU-Politiker
- Peter Scheuer (1882–1944), ehemaliges Zentrumsmitglied
- Franz Schubert (1905–1992), Kreisleiter von St. Ingbert, später NSDAP-Politiker
- Gustaf Braun von Stumm (1890–1963), deutscher Karrierediplomat